# Andrzej Zabawa
Andrzej Tomasz Zabawa [výsl. přibližně andřej tomaš zabava] (* 29. listopadu 1955, Krynica) je bývalý polský hokejový útočník.

## Hráčská kariéra

### Klubová kariéra
Hrál za týmy KTH Krynica (1972–1974), Unia Oświęcim (1974–1975), KS Baildon Katowice (1975–1978) a Zagłębie Sosnowiec (1978–1986) a v Německu za BSC Preussen. Získal 5 titulů mistra Polska.

### Reprezentační kariéra
Polsko reprezentoval na olympijských hrách v roce 1976, 1980 a 1984 a na 10 turnajích mistrovství světa v letech 1975, 1976, 1977, 1978, 1979, 1981, 1982, 1983, 1985 a 1986. Za polskou reprezentaci nastoupil v letech 1974–1986 ve 156 utkáních a dal 70 gólů.